# Nemobius
Nemobius is een geslacht van rechtvleugeligen uit de familie krekels (Gryllidae). De wetenschappelijke naam van dit geslacht is voor het eerst geldig gepubliceerd in 1838 door Jean Guillaume Audinet Serville.

## Soorten
Het geslacht Nemobius omvat de volgende soorten:
- Nemobius elegans Otte, 2006
- Nemobius grandis Holdhaus, 1909
- Nemobius karnyi Chopard, 1925
- Nemobius piracicabae Piza, 1968
- Nemobius strigipennis Chopard, 1928
- Nemobius sylvestris Bosc, 1792